# Esther García Llovet

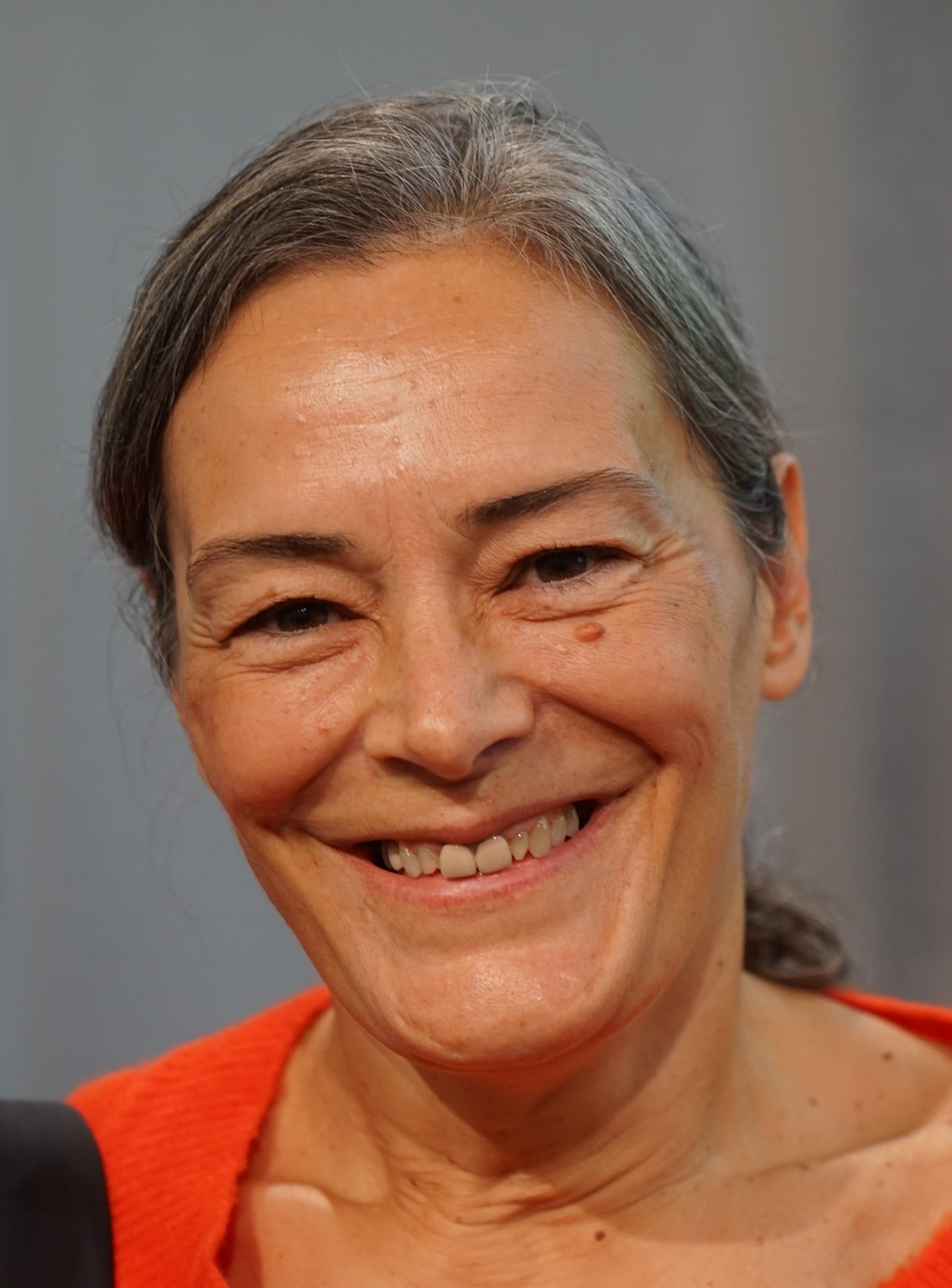
Esther García Llovet (2022)

Esther García Llovet (* 23. November 1963 in Málaga) ist eine spanische Autorin und Übersetzerin.

## Leben und Werk
Esther García Llovet studierte an der Universität Complutense Madrid klinische Psychologie und Filmregie. Sie schreibt für die Kulturzeitschrift Jot Down und andere Medien. García lebt und arbeitet in Madrid.
Nach ihrem Romandebüt mit Coda verfasste García eine Reihe weiterer Werke. Ihre Kurzgeschichten erschienen in Anthologien und Zeitschriften. Ihr achter Roman Spanish Beauty ist der erste Teil einer Trilogie über Länder Osteuropas. Mit ihm nahm sie 2023 am Programm „Books at Berlinale“ teil.

## Werke

### Romane
- Coda. Lengua de Trapo, Madrid 2003.
- Submáquina. Salto de página, Madrid 2009.
- Las crudas. Ediciones del Viento, La Coruña 2009.
- Mamut. Ediciones Malpaso, Barcelona 2014.
- Cómo dejar de escribir. Anagrama, Barcelona 2017.
- Sánchez. Anagrama, Barcelona 2019.
- Gordo de feria. Anagrama, Barcelona 2020.
- Spanish Beauty.  2022.

### Beiträge in Sammelwerken (Auswahl)
- Gemma Pellicer, Fernando Valls (Hrsg.): Siglo XXI. Los nuevos nombres del cuento español actual. Menoscuarto, Palencia 2010.
- Sergi Bellver (Hrsg.): Madrid, Nebraska. EE.UU en el relato español del siglo XXI. Bartleby, 2014.
- Carmen Jiménez (Hrsg.): 666. Autorinnen: Elia Barceló, Cristina Cerrada, Marta Sanz, Pilar Adón, Esther García Llovet, Susana Vallejo. Sub Urbano, 2014.